# Cercococcyx lemaireae
Cercococcyx lemaireae är en nyligen urskild fågelart i familjen gökar inom ordningen gökfåglar.

## Utbredning och systematik
Arten förekommer från Senegal till västra Kamerun. Den behandlas vanligen som en del av mörk långstjärtsgök (Cercococcyx mechowi), och då inte ens som en egen underart. Studier från 2019 visar att den har avvikande läte och kortare stjärt. Hybridzonen mellan de två populationerna verkar dessutom smal, varför BirdLife International 2020 urskilde dem som skilda arter.

## Status
IUCN kategoriserar lemaireae som nära hotad.